# Henri de Lausanne
Henri de Lausanne (aussi appelé Henri de Cluny, Henricus Tholossanus ou Henri l'hérésiarque) est un ermite et prédicateur de la première moitié du XIIe siècle, qui s'oppose à la réforme grégorienne et appelle à une réforme de l'Église du pape de Rome. Il s'oppose notamment au baptême des enfants. Les informations concernant Henri de Lausanne sont rares et proviennent majoritairement d'un traité de Pierre le Vénérable, abbé de Cluny.

## Biographie
Dès 1101, adoptant les opinions de Pierre de Bruys, en compagnie duquel il prêche plusieurs années, ce moine commence à critiquer la liturgie ecclésiastique, la corruption du clergé de son époque et le système hiérarchique. Il commence à prêcher au Mans. Il nie l'utilité du pédobaptême, condamne l'usage des églises, rejette le culte de la croix, défend de célébrer les messes et enseigne qu'il ne faut pas prier pour les morts.
La vie d'Henri de Lausanne est connue surtout grâce à la notice d'Hildebert de Lavardin, évêque du Mans et intégrée dans les gestae des évêques du Mans rédigée par des chanoines entre 1133 et 1156.
Il y est présenté comme un ermite prédicateur tel un nouveau Jean Baptiste. En totale rupture avec le monde, il s'habille et se nourrit avec une simplicité radicale. Il vit de prêche mais à la différence de prédicateurs comme Vital de Savigny ou Evrard de Breteuil, il ne recherche pas à séduire la foule. Ses opposants déversent sur lui toutes sortes d'accusations :  il entretiendrait par exemple des relations avec des femmes et de jeunes adolescents alors qu'il devrait rester chaste du fait de sa condition de clerc. À travers des prêches où il attire la population, il convainc les fidèles mais aussi les clercs présents du mal fondement de la doctrine sexuelle et maritale de l'Église (la réforme grégorienne venait d'imposer aux clercs le célibat contrairement à l'usage ancien plus tolérant) quant à la chasteté au mariage, le paiement du douaire pour une veuve, les transferts matrimoniaux tels que la dot.
C'est donc à la fois sur le plan social que sur le plan doctrinal qu'il s'élève contre l'Église officielle. Ses opposants le taxent d'hérésie mais l'évêque du Mans à son retour dans sa ville décide de ne pas le condamner à mort mais de le chasser.
Déclaré hérésiarque au concile de Pise (1135), après avoir été chassé du diocèse du Mans, Henri de Lausanne poursuit son itinérance et continue à prêcher de 1135 à 1145 dans le sud de la France, en Languedoc et en Provence, où il rencontre Pierre de Bruys. Le pape Eugène III envoie en 1147 un légat dans ces contrées où se rend aussi Saint Bernard. Henri de Lausanne prend la fuite puis est arrêté (1148) et envoyé dans les prisons de l’archevêché de Toulouse ou il meurt.
Ses sectateurs prirent le nom d'Henriciens et rejoignirent les Albigeois.
Pour Jacques Basnage de Beauval, Henri de Lausanne est un des patriarches de la Réforme, un des précurseurs du protestantisme par la nécessité de prendre les Écritures pour règle de la foi, sans s'occuper des traditions.

### Études
- R. Manselli, Il monaco Enrico e la sua eresia, Bulletino dell'Istituto Storico Italiano e Archivio Muratoriano, no 65, 1953, p. 1-63.
- E. Magnou, Note critique sur les sources de l'histoire de Henri l'hérétique jusqu'à son départ du Mans, Bulletin philologique et historique jusqu'en 1610, année 1962, 1965, p. 540-547.
- A. H. Bredero, Henri de Lausanne : un réformateur devenu hérétique, in Pascua Mediaevalia, Leuven, 1983, p. 108-123. (Lire en ligne)
- Walter L. Wakefield et Austin P. Evans, Heresies of the High Middle Ages (1969), Columbia University Press, 1991, 865 p.
- Huguette Taviani-Carozzi, La mort et l'hérésie : des hérétiques de l'An Mil à Pierre de Bruis et à Henri, dit de Lausanne, Cahiers de Fanjeaux, no 33, 1998, p. 121-158.